# Madcap's Flaming Duty
Madcap's Flaming Duty es el cuadragésimo segundo álbum de estudio del grupo alemán de música electrónica Tangerine Dream. Publicado en 2007 por el sello Voiceprint destaca por ser un disco dedicado a la memoria de Syd Barrett (1946-2006) extinto exlíder de Pink Floyd a fines de los años 60. También se trata de uno de los pocos álbumes del grupo que cuentan con un vocalista: Chris Hausl.
En la crítica de AllMusic se destaca "este álbum de los incondicionales de la música electrónica Tangerine Dream celebra al hombre y su genio loco con un conjunto de canciones que toman prestadas sus letras de la poesía clásica inglesa y estadounidense. Escuchar una oda de Walt Whitman ambientada con los inventos melódicos de Edgar Froese es algo de una belleza rara y retorcida como el propio Syd Barrett."

## Producción

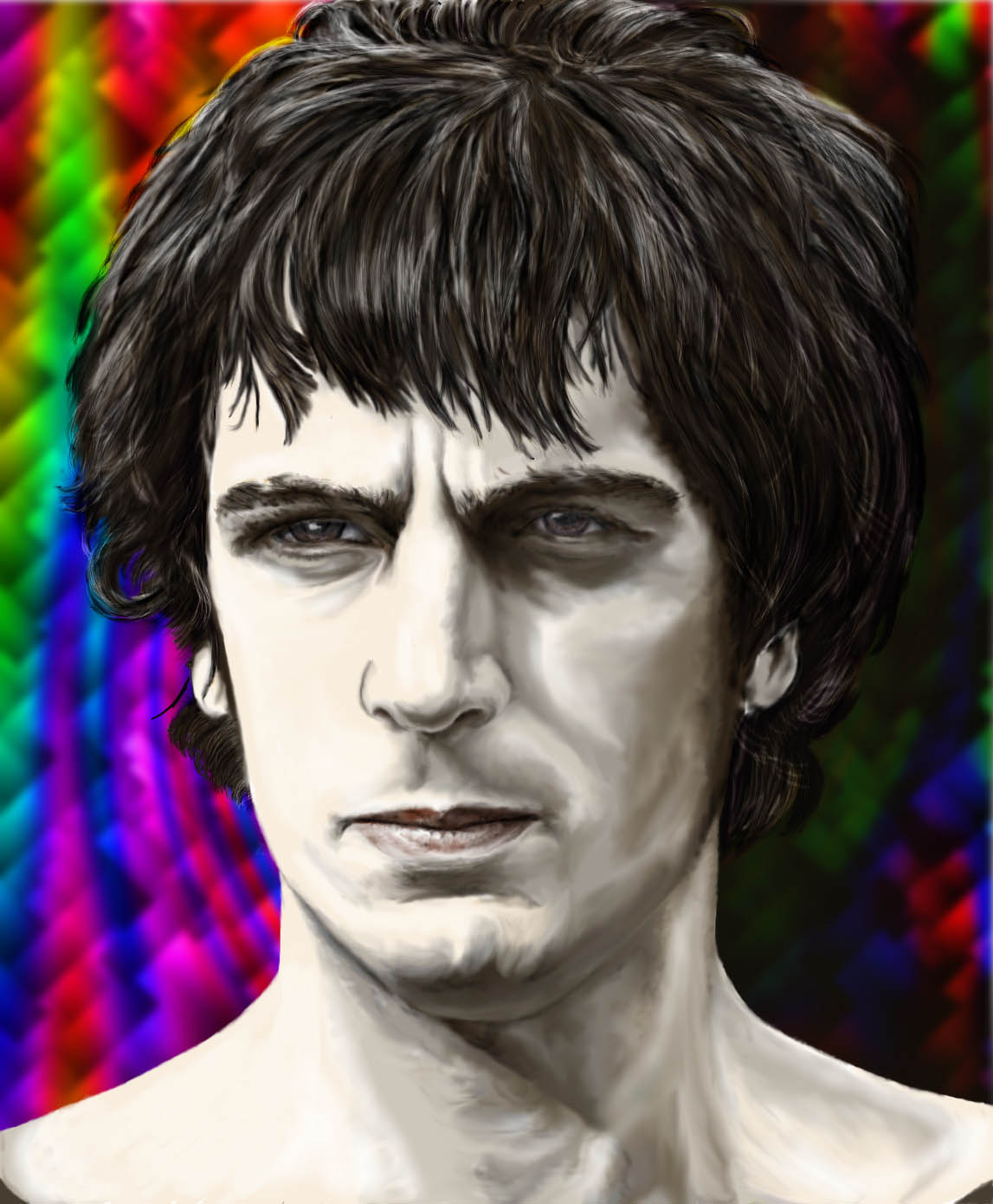
Syd Barrett

Grabado en octubre de 2006 en los estudios Eastgate de Viena y TownEnd de Berlín el título del álbum es un guiño a un disco solista de Barrett: The Madcap Laughs (1970). Además del estilo instrumental electrónico habitual en el grupo, este álbum incorpora instrumentos típicos del folclore irlandés y la música celta, como el bouzouki, el bodhrán o la gaita, junto a la guitarra acústica, la guitarra dobro o la armónica, infrecuentes en el sonido de Tangerine Dream.
Las letras son adaptaciones, a cargo de Bianca F. Aqcuaye, de poemas clásicos ingleses y estadounidenses de los siglos XVII y XVIII: Philip Sidney, Thomas Stanley, William Blake, Walt Whitman, George Herbert, Percy B. Shelley o Ralph Waldo Emerson.

## Lista de temas
| N.º   | Título                        | Escritor(es)          | Duración |  |
| 1.    | «Astrophel And Stella»        | Edgar Froese          | 7:21     |  |
| 2.    | «Shape My Sin»                | Thorsten Quaeschning  | 4:50     |  |
| 3.    | «Blessed Damozel»             | Thorsten Quaeschning  | 5:16     |  |
| 4.    | «Divorce»                     | Edgar Froese          | 4:46     |  |
| 5.    | «Dream Of Death»              | Thorsten Quaeschning  | 7:46     |  |
| 6.    | «Hear The Voice»              | Edgar Froese          | 5:08     |  |
| 7.    | «Lake Of Pontchartrain»       | Tradicional Irlandesa | 7:23     |  |
| 8.    | «Mad Song»                    | Edgar Froese          | 5:08     |  |
| 9.    | «One Hour Of Madness»         | Thorsten Quaeschning  | 8:29     |  |
| 10.   | «Man»                         | Edgar Froese          | 4:47     |  |
| 11.   | «Hymn To Intellectual Beauty» | Thorsten Quaeschning  | 6:24     |  |
| 12.   | «Solution To All Problems»    | Edgar Froese          | 6:24     |  |
| 73:43 |                               |                       |          |  |

## Personal
- Edgar Froese - teclados, guitarra eléctrica, dobro, armónica y bajo eléctrico
- Thorsten Quaeschning - teclados, batería electrónica, tambores metálicos, recorder y guitarra
- Chris Hausl - voz
- Bernhard Beibl - guitarra eléctrica & acústica, violín y mandolina
- Linda Spa - flauta, didgeridoo y gaita modificada
- Iris Camaa - percusión
- Gynt Beator - bouzouki irlandés y bodhrán
- Thomas Beator - bouzouki irlandés
- Phil Norris - ingeniero de grabación
- Simon Carr - ingeniero de grabación
- Bianca F. Aqcuaye - adaptación de las letras